# Großer Honiganzeiger
Der Große Honiganzeiger (Indicator indicator), auch Schwarzkehl-Honiganzeiger genannt, ist mit einer Körperlänge von 18 bis 20 Zentimetern und einem Gewicht von bis zu 55 Gramm ein mittelgroßer Vertreter der Familie der Spechtvögel. Innerhalb der Gattung der Eigentlichen Honiganzeiger sind sie die größte Art. Sie fressen überwiegend Insekten, sind jedoch in der Lage, auch Bienenwachs zu verdauen. Honig fressen sie dagegen nicht.
Große Honiganzeiger haben eine größere Bekanntheit erlangt, weil sie in ungewöhnlicher Weise mit Honigdachs, Ginsterkatze und Mensch kooperieren, um an Bienennester zu gelangen. Sie sind außerdem obligatorische Brutschmarotzer, die ihren Nachwuchs von anderen Vogelarten groß ziehen lassen.

## Aussehen
Diese Vögel haben ein braunes Rückengefieder. Der Bauch und die Schwanzunterseite sind weiß, der Schnabel ist orange und die Beine und die Kehle sind schwarz gefärbt. Auffällig ist der große, weiße Fleck unter dem Auge.  Das Weibchen hat im Unterschied zum Männchen ein weißes Halsband und eine gelbliche Färbung des Bauches. Durch seine dicke Haut ist er vor Bienenstichen gut geschützt.

## Besondere Anatomie
Das Wachs spalten Große Honiganzeiger mit Hilfe von in ihrem Darm lebenden Pilzen und Bakterien in verdauliche Fettsäuren auf; daneben besitzen sie einen für Vögel sonst untypisch gut entwickelten Geruchssinn.

## Verbreitung und Lebensraum
Diese Art bewohnt die Savannengebiete in Afrika, südlich der Wüste Sahara.

## Lebensweise
Die Vögel haben eine sehr auffällige, laute, schnatternde Stimme, mit der sie Artgenossen den Standort von Bienenwaben und Ameisennestern mitteilen. Dies macht auch Raubtiere wie den Honigdachs oder die Ginsterkatze auf solche Nester aufmerksam, die diese dann öffnen können. Der Vogel erbeutet, nachdem der Honigdachs oder andere Tiere sich am Nest gütlich getan haben, die sonst für ihn unerreichbaren Insekten wie Honigbiene, Wachsmotten, deren Larven und das Wachs. Die Vögel halten sich oft auf Bäumen und kleineren Anhöhen auf, um die Umgebung nach Bienenstöcken und Feinden zu überblicken.

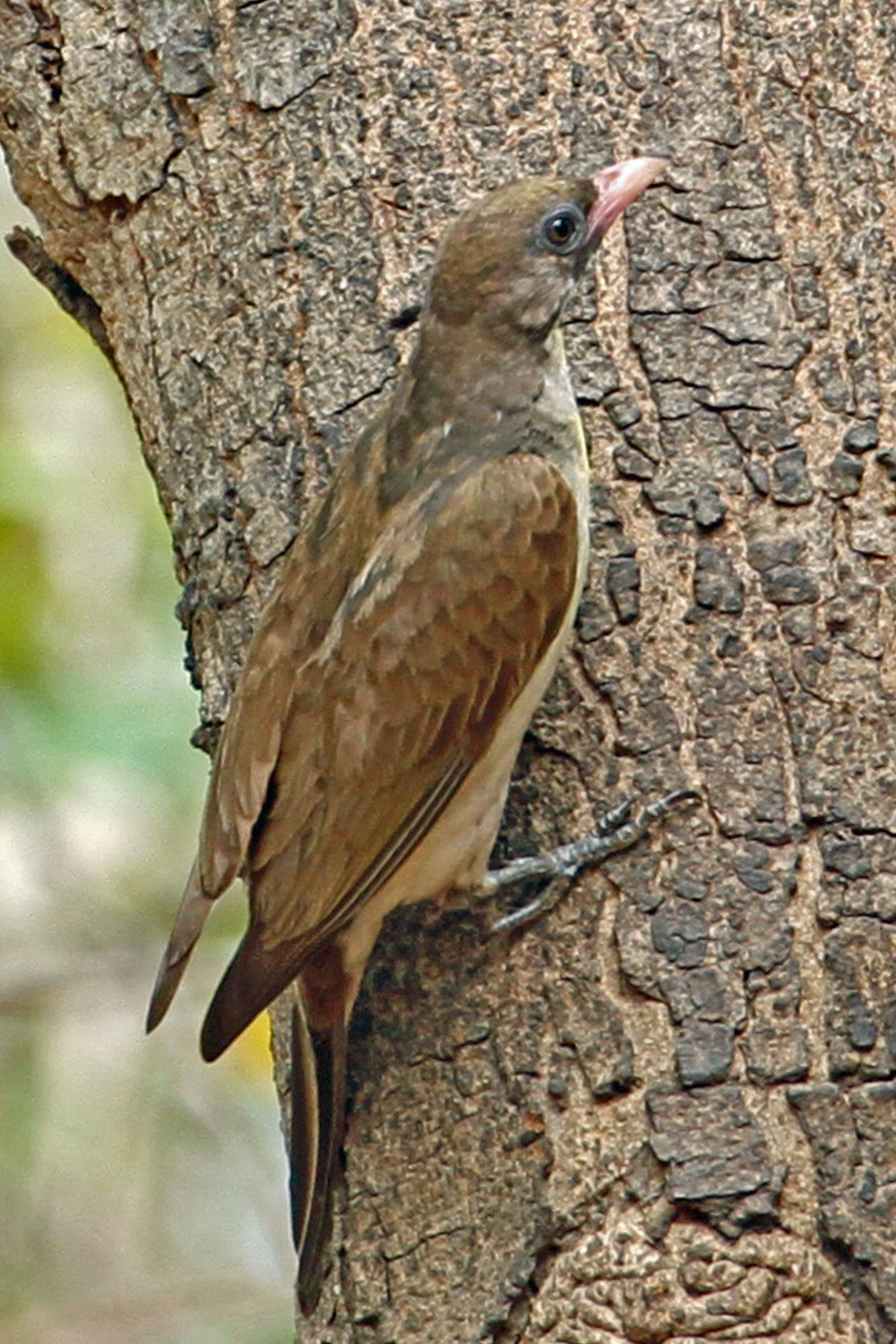
Großer Honiganzeiger an einem Baum

Große Honiganzeiger kooperieren auch mit Menschen, um an Bienenwachs und Larven zu gelangen. Diese Kooperation ist besonders gut für Kenia untersucht, wo Angehörige der Borana Honig finden, indem sie dem Großen Honiganzeiger folgen. Die Borana haben einen besonderen Pfiff entwickelt, um Große Honiganzeiger heranzulocken. Vernimmt ein Großer Honiganzeiger diesen und kennt den Standort eines solchen Nestes, nähert er sich dem Menschen und zeigt ein auffällig unruhiges Flugverhalten, bei dem er ein durchdringendes tirr-tirr von sich gibt. Der Vogel fliegt dann in die Richtung des Nestes – vermutlich, um den Standort zu überprüfen – und dann zum Menschen zurück. Für den Borana ist die Zeitdauer, während der der Große Honiganzeiger abwesend ist, ein Indiz, wie weit das Nest entfernt ist: Je schneller der Vogel zurückkehrt, desto näher ist das Nest. Große Honiganzeiger fliegen dann in Richtung des Nestes und warten, ob der Borana ihnen folgt. Durch erneutes Pfeifen signalisiert der Borana, dass er folgen wird. Den Flug in Richtung Nest nimmt der Große Honiganzeiger wieder auf, wenn sich der Borana auf fünf bis fünfzehn Meter genähert hat. Dabei fächert er gewöhnlich auch die weißen Außenfedern des Schwanzes auf, was ihn für den Menschen leichter sichtbar macht. Je näher Mensch und Vogel dem Nest kommen, desto kürzer werden die Flüge. In unmittelbarer Nähe des Nestes ruft der Vogel anders und beginnt, das Nest zu umkreisen.
Sowohl Mensch als auch der Große Honiganzeiger profitieren von der Zusammenarbeit. Honigsammelnde Borana benötigen ohne Unterstützung durch den Großen Honiganzeiger durchschnittlich neun Stunden, um ein Bienennest zu finden. Mit der Unterstützung des Vogels sinkt die Zeit auf durchschnittlich drei Stunden. In 96 % der untersuchten Fälle war das Bienennest für den Großen Honiganzeiger ohne Unterstützung des Menschen nicht zugänglich – beispielsweise, weil es sich in einem Astloch befand, das erst mit Werkzeugen aufgebrochen werden musste.
Nicholas B. Davies weist darauf hin, dass die Borana behaupten, der Große Honiganzeiger sei sogar zu Betrug in der Lage. Wenn das Nest mehr als zwei Kilometer entfernt sei, versuche der Vogel, sie durch fälschlich kurze Flüge zur Kooperation zu bewegen. Davies weist auch darauf hin, dass diese Kooperation zwischen Mensch und Vogel früher in weiten Teilen Afrikas üblich gewesen ist. Aufgrund anderer Lebensbedingungen und insbesondere dem zunehmenden Gebrauch von Zucker als Süßungsmittel wird diese Zusammenarbeit mit dem Honiganzeiger jedoch zunehmend weniger praktiziert.

## Fortpflanzung
Diese Art ist ein Brutparasit und zieht ihre Jungen nicht selber auf. Jeweils ein weißes Ei wird in die Nester von Spechten, Bartvögeln, Bienenfressern oder anderen Höhlenbrütern gelegt.
Da die Konkurrenz mit dem Nachwuchs der Wirtseltern – insbesondere um Nahrung – unerwünscht ist, wird dieser (wie auch beim Kuckuck) getötet.
Schlüpft das Küken vor dem Nachwuchs seiner Wirtseltern, so nutzt der junge Honiganzeiger seinen Eizahn, um deren Eier aufzupicken. Allerdings greift er auch bereits geschlüpfte Jungtiere sofort nach dem Schlüpfen an. Noch blind zerrt er sie entweder zum Ausgang der Höhle oder tötet sie an Ort und Stelle. Mittlerweile wurde dieses Verhalten durch Filmaufnahmen bestätigt.
Der Jungvogel verlässt nach etwa vier Wochen das Nest und schließt sich mit Artgenossen zu kleineren Gruppen zusammen, die gemeinsam auf Nahrungssuche gehen. Sie fressen bevorzugt kleinere Insekten und Früchte.

## Gefährdung
Aufgrund ihrer weiten Verbreitung und da für diese Art keinerlei Gefährdungen bekannt sind, stuft die IUCN den Großen Honiganzeiger als nicht gefährdet (Least Concern) ein.

## Einzelbelege
1. ↑  Johnsgard: The Avian Brood Parasites. S. 121.
2. 1 2 3 4  Davies: Cuckoos, Cowbirds and Other Cheats. S. 20.
3. ↑  A stab in the dark: chick killing by brood parasitic honeyguides (auf Englisch) Abgerufen am 7. April 2021.
4. ↑  Natural born killers (auf Englisch) Abgerufen am 7. April 2021.